# كلير ألان براون
كلير ألان براون (بالإنجليزية: Clair Alan Brown)‏ هو عالم نبات أمريكي، ولد في 16 أغسطس 1903 في مقاطعة ماكين في الولايات المتحدة، وتوفي في 1982.